# Nigrilypha gnoma
Nigrilypha gnoma là một loài ruồi trong họ Tachinidae.